# Đồng(II) cyanide
Đồng(II) cyanide là một hợp chất vô cơ có công thức hóa học Cu(CN)2. Hợp chất tồn tại dưới dạng bột vô định hình màu xanh lá cây, không tan trong nước và là chất độc.

## Điều chế
Đồng(II) cyanide có thể thu được bằng phản ứng của muối cyanide hòa tan trong dung dịch đồng(II):
{\displaystyle {\mathsf {2KCN+CuSO_{4}\ \longrightarrow \ Cu(CN)_{2}\downarrow +K_{2}SO_{4}}}}
Kết tủa màu vàng của đồng(II) cyanide không ổn định, dễ bị phân hủy giải phóng cyanogen và đồng(I) cyanide:
{\displaystyle {\mathsf {2Cu(CN)_{2}\ \longrightarrow \ 2CuCN\downarrow +(CN)_{2}\uparrow }}}

## Tính chất vật lý
Đồng(II) cyanide tồn tại dưới dạng chất bột vô định hình màu xanh lá cây, không tan trong nước, dễ bị phân hủy.

## Ứng dụng
Nó được sử dụng để mạ đồng lên sắt và dùng trong tổng hợp hữu cơ.

## An toàn
Đồng(II) cyanide, giống như nhiều muối vô cơ khác của cyanide, là một chất độc. Nó được coi là một trong những chất độc vô cơ mạnh nhất.

## Hợp chất khác
Cu(CN)2 còn tạo một số hợp chất với NH3, như Cu(CN)2·4NH3 là tinh thể màu xanh dương.